# Honkasaari (ö i Finland, Norra Savolax, Norra Savolax, lat 63,24, long 26,29)
Honkasaari är en ö i Finland. Den ligger i sjön Nilakka och i kommunen Keitele i den ekonomiska regionen  Övre Savolax ekonomiska region  och landskapet Norra Savolax, i den centrala delen av landet, 300 km norr om huvudstaden Helsingfors. Öns area är 1,9 hektar och dess största längd är 300 meter i öst-västlig riktning.